# ستيرلينغ مور
ستيرلينغ مور (بالإنجليزية: Sterling Moore)‏ هو لاعب كرة قدم أمريكية أمريكي، ولد في 3 فبراير 1990 في أنتيوك في الولايات المتحدة.

## وصلات خارجية
- ستيرلينغ مور على موقع مرجع كرة القدم المحترفة.كوم (الإنجليزية)